# تیلاطو
تیلاطو (به عربی: تیلاطو) یک شهرداری در الجزایر است که در استان باتنه واقع شده‌است.